# Blackburn Skua
Blackburn Skua var en brittisk störtbombare som användes av Royal Navy under början av andra världskriget. Som störtbombare fungerade den bra, men den var för långsam för att ha någon chans mot samtida jaktflygplan och drogs tillbaka från aktiv tjänst 1941.

## Utveckling
Skua konstruerades av Blackburn Aircraft som ett svar på en specifikation från Luftministeriet på ett kombinerat jakt- och störtbombflygplan för hangarfartygsbruk. Flygplanet var byggt helt i metall med täkt sittbrunn och infällbart landställ. Även om Skua knappast var banbrytande var den ett stort kliv framåt för Fleet Air Arm som dittills bara använt dukklädda biplan. Luftministeriet ansåg dock att det var nödvändigt med två besättningsmän för att klara navigation över öppet hav, vilket gjorde flygplanet större och tyngre än om det varit ensitsigt. Även den relativt svaga motorn och dålig aerodynamik bidrog till att topphastigheten inte blev högre än 362 km/h. Fullt tillräckligt för att genskjuta bombflygplan och för störtbombning, men inte tillräckligt för att kunna hävda sig mot moderna jaktflygplan som Messerschmitt Bf 109. Behovet av moderna flygplan för Fleet Air Arm var dock stort och en order på 190 flygplan tecknades sex månader efter den första prototypen premiärflög 9 februari 1937. Det första serietillverkade flygplanet flög 28 augusti 1938 och de 190 beställda flygplanen levererades mellan oktober 1938 and mars 1940.

## Konstruktion
Skua var ett lågvingat flygplan tillverkat i aluminium. Vingarna var vikbara för att ta mindre plats ombord på hangarfartyg. Motorn var en Bristol Perseus stjärnmotor på 905 hästkrafter som drev en trebladig metallpropeller med variabel stigning. Sittbrunnen hade plats för pilot och navigatör/akterskytt och var inglasad. Beväpningen bestod av fyra framåtriktade 7,7 mm Browning-kulsprutor i vingarna och en vridbar Vickers K-kulspruta i baksitsen. Det viktigaste vapnet var dock en 227 kg (500 lb) bomb som bars i en ställning under buken. Vid bombfällning fälldes ställningen ut framåt-nedåt vilket gjorde att bomben gick klart för propellern vid störtbombning. Fästena för bomber under vingarna var avsedda för övningsbomber, men kunde även användas för fyra stycken 18 kg eller åtta stycken 9 kg splitterbomber, men på grund av deras begränsade effekt användes de sällan.

## Användning
I oktober 1938 blev No.800 Squadron den första divisionen att utrustas med Skuas. Därefter följde No.801 och No.803 Squadron året efter. Bara tio dagar efter andra världskrigets utbrott bombade Skuas från HMS Ark Royal den tyska ubåten U-30 när den i ytläge försökte uppbringa det brittiska fraktfartyget SS Fanad Head i närheten av Rockall. U-30 lyckades undkomma genom att dyka. En Skua som släppt bomberna lite för sent blev skadad av explosionerna från sina egna bomber och måste överges. Akterskytten omkom, men piloten räddade sig med fallskärm och plockades senare upp av U-30.
Den 29 september 1939 fick tre stycken Skuas under en patrullflygning över Nordsjön syn på en Dornier Do 18 som sköts ner. Det var FAA:s första luftstridsseger och den första bekräftade brittiska luftstridssegern under andra världskriget.
Under Tysklands invasion av Norge sattes Skuas baserade i Hatston nära Kirkwall in mot tyska fartyg och styrkor i Norge. Den 10 april 1940 anföll sexton stycken Skuas den tyska kryssaren Königsberg i Bergens hamn och sänkte henne. Det var det första större örlogsfartyg som sänkts av flygplan och det första örlogsfartyg som sänkts genom störtbombning. Den 13 juni drabbades Skua-divisionerna av svåra förluster när de anföll det tyska slagskeppet Scharnhorst i Trondheim. Av de femton flygplan som deltog i anfallet blev åtta nedskjutna. Men det var under operation Dynamo som Skuas och den närbesläktade Blackburn Roc mer frekvent började drabba samman med Luftwaffes modernaste stridsflygplan som det blev uppenbart hur omoderna de var. De drabbades också ofta av vådabekämpning. Under 1941 drogs Skuas tillbaka från stridande tjänst och användes därefter för patrullering och målbogsering. Den ersattes av den tyngre beväpnade men endast något snabbare Fairey Fulmar. Efter krigsslutet avfördes de helt och skrotades.

## Varianter
- Skua Mk.I – Prototyp med Bristol Mercury-motorer. 2 byggda.
- Skua Mk.II – Serietillverkade flygplan med Bristol Perseus-motorer. 190 byggda.
- Roc – En variant av Skua utan bombförmåga och med samma kulsprutetorn som Boulton Paul Defiant. 136 byggda.

## Fotnoter
1. ↑  Den Bf 109 som sköts ner av en Fairey Battle nära Aachen sex dagar tidigare kunde bekräftas först långt senare.
2. ↑  Piloterna i RAF hade ofta aldrig sett flottans flygplan i verkligheten tidigare och utgick från att alla brittiska flygplan hade samma grön-bruna kamouflagemålning som deras egna.[4]